# Frans-Kellendonk-Preis
Der Frans-Kellendonk-Preis (nl.: Frans Kellendonk-prijs) ist ein niederländischer Literaturpreis, der 1993 auf Initiative der Stiftung Frans Kellendonk Fonds zum Gedächtnis an den Schriftsteller Frans Kellendonk (1951–1990) eingerichtet wurde.
Der Preis wird für eine literarische Arbeit oder das Gesamtwerk eines Autors verliehen, das von einem unabhängigen und originellen Blick auf eine gesellschaftliche oder essentielle Problematik zeugt. Eine Verbindung mit anderen literarischen Ausdrucksformen, etwa der Erzählung, dem Vortrag oder der Journalistik, ist dabei möglich. 
Der Preis wird alle drei Jahre durch die Maatschappij der Nederlandse Letterkunde (MdNL) ausgelobt und in Nijmegen verliehen. Das Preisgeld beträgt 5000 Euro.

## Preisträger
| Jahr | Land                   | Preisträger          | für                         |
| 2023 | Flagge der Niederlande | Joost de Vries       | Gesamtwerk                  |
| 2020 | Flagge der Niederlande | Wytske Versteeg      | Gesamtwerk                  |
| 2017 | Flagge der Niederlande | Hanna Bervoets       | Gesamtwerk                  |
| 2014 | Flagge der Niederlande | Esther Gerritsen     | Gesamtwerk                  |
| 2011 | Flagge der Niederlande | Arnon Grunberg       | Gesamtwerk                  |
| 2008 | Flagge der Niederlande | Marjolijn Februari   | Gesamtwerk                  |
| 2005 | Flagge der Niederlande | Piet Gerbrandy       | Gesamtwerk                  |
| 2003 | Flagge der Niederlande | Henk van Woerden     | Gesamtwerk                  |
| 1999 | Flagge der Niederlande | Dirk van Weelden     | Gesamtwerk                  |
| 1996 | Flagge der Niederlande | Benno Barnard        | Het gat in de wereld (1993) |
| 1993 | Flagge von Belgien     | Kristien Hemmerechts | Gesamtwerk                  |